# Aiguille Peak
Aiguille Peak är en bergstopp i Kanada.   Den ligger i provinsen Alberta, i den centrala delen av landet, 3 100 km väster om huvudstaden Ottawa. Toppen på Aiguille Peak är 3 001 meter över havet.
Terrängen runt Aiguille Peak är huvudsakligen bergig.Trakten runt Aiguille Peak är nära nog obefolkad, med mindre än två invånare per kvadratkilometer.. Det finns inga samhällen i närheten. 
Trakten runt Aiguille Peak består i huvudsak av gräsmarker.